# أم ربيعة
أم ربيعة هي قرية تتبعُ لمحافظة الأحساء في المنطقة الشرقية في المملكة العربية السعودية.

## الموقع
تبعد قرية أم ربيعة عن مدينة الرياض غرب 379 كيلومترًا، كما تبعد عن شمال الهفوف 210 كيلومترًا.

## المرافق
- جامع الشيخ عبد المحسن مانع بن قضعان
- جامع ام ربيعة القديم
- مخيم عبد المحسن مانع بن قضعان